# Revninge Kirke
Revninge Kirke er en kirke i Revninge Sogn i Kerteminde Kommune.
Landsbyen er nævnt første gang 1430, og kirken 1487, da den var ejet af Claus Eriksen på gården Barholm (Rynkeby Sogn), som overlod sin rettighed til kirken til Palle Andersen Ulfeldt, der ejede sognets to hovedgårde, Jershave og Lundsgård. 1602 havde Christoffer Ulfeldt patronatsretten, men den må være købt tilbage af Kronen derefter, for 1679 gav den skøde til Fyns stiftsamtmand Erik Banner på et antal kirker, herunder Revninge. Erik Banner solgte samme år kirken til amtmand Hugo Lützow til Lundsgård. Herefter lå kirken til herregården frem den ret sene overgang til selveje 1940.

## Bygning
Af den oprindelige, romanske bygning er kun skibets sydside velbevaret, mens dele af triumfvæggen også står. Resten er forsvundet ved de senmiddelalderlige ombygninger. Den bevarede langmur er udført af granitkvadre i de nedre skifter og kløbede marksten øverst, muret over en sokkel med skråkant. I det indre står murene i hele og kløvede marksten.
De senmiddelalderlige ændringer er alle udført i munkesten i munkeskifte. De fleste er nok gennemført i 1400-tallet, men kan kun omtrentligt bestemmes.
Først blev skibet forlænget mod vest. Samtidig eller kort efter blev den romanske nordmur nedtaget eller skalmuret inde og ude, og der blev herefter indbygget hvælv i skibet og nok også i koret. Disse projekter er udført indenfor en kort årrækkke og kan betraktes som et sammenhængende projekt.
Efterfølgende blev der rejst et tårn i vest og et våbenhus ud for syddøren, før det romanske kor blev helt fornyet i første del af 1500-tallet.
1845 blev en række forandringer af kirken gennemført som navnlig kommer til udtryk i tårnets facade og i korets indre udseende, idet koret blev nedrevet til et skifte under vinduernes sålbænk og genopført i små teglsten.

## Inventar
Kirkens eneste middelalderlige inventarstykke er den romanske granitdøbefont, der tillægges Mesteren for Løvegruppen, hvis arbejder kendes på egnen. Alterstagerne er fra o. 1550.
Fra 1700-tallet stammer pengeblokken, Mattis Simonsens altersølv, der blev skænket af kirkeejerne Frederik Lützow og Dorothea Magdalena von Harstall, og en klokke, der blev omstøbt 1722 af Frederik Holtzman på kirkeejer Anna Sidonie von Podebusks foranledning.
Prædikestolen er fra 1882 og kendes også fra replikken i Skrøbelev Kirke; dens ophavsmand er ubekendt. Alterpartiet med bord og alterprydelse er udført af Gunnar Hansen 1952 som et samlet hele af delvis bemalet fransk sandsten med relieffer af Kongernes og Hyrdernes Tilbedelse (alterbordets forside) og af Kristus, der står med udbredte arme i retning af Maria og Eva på den ene side og Adam og Johannes Døberen på den anden. Bag Kristus ses vindrue og en himmelborg, og alt i alt henviser relieffet således til de to sakramenter, dåben (Johannes Døber) og nadveren (vinen), men forener disse med talrige andre kristne temaer, herunder Korsfæstelsen, Opstandelsen, Kristus som Dødens og Ondskabens besejrer (Kristus i Dødsriget, forsoningen af arvesynden) og som giveren af evigt liv (himmelborgen og kappens stjernehvælv).
Alterskranken er udført 1994 af Alan Havsteen-Mikkelsen.

## Gravminder
I skibets vestende hænger to mindetavler over Julie Louise Ahlefendt-Laurvig (1791-1877) og kirken rummer desuden to romanske gravsten samt en stor figursten lagt o. 1556 over CHristoffer Ulfeldt og Margrethe Daa. Christian Axel Jensen opfattede gravstenen som et slesvigsk arbejde, men så samtidig en krydsning mellem tyske og danske traditioner.

## Eksterne kilder og henvisninger
- Wikimedia Commons har flere filer relateret til Revninge Kirke
- Revninge Kirke Arkiveret 31. januar 2011 hos  Wayback Machine hos nordenskirker.dk
- Revninge Kirke hos KortTilKirken.dk
- Revninge Kirke hos danmarkskirker.natmus.dk (Danmarks Kirker, Nationalmuseet)